# خزينة (جعلان بني بو حسن)
خزينة منطقة سكنية تقع في ولاية جعلان بني بو حسن، التابعة لمحافظة جنوب الشرقية في سلطنة عمان. يقدر عدد سكانها بـ 5 نسمة حسب إحصاء عام 2010 التابع للمركز الوطني للإحصاء والمعلومات الحكومي. رمز المنطقة هو 80330190.

## الوصلات الخارجية
- المركز الوطني للإحصاء والمعلومات، سلطنة عمان